# 하스타티
하스타티(Hastati, 단수형: 하스타투스(Hastatus))는 본래는 창병으로 싸웠으나, 이후 검병으로 싸운 초기 로마 공화정의 군대에서 복무한 고전 시기의 보병이다. 이들은 로마가 에트루리아의 지배를 타도한 이후로 주요 부대였다. 하스타티들은 본래 군단내에서 가장 가난한 이들이였고 가벼운 쇠사슬 갑옷과 다른 잡가지 장비등 수수한 장비만을 갖출 여유가 있었다. 원로원은 로마의 병사들에게 찌르기 위한 용도의 검인 글라디우스와 로마의 독특한 사각형 방패 스쿠타만을 지급해주었다. 하스타투스들은 일반적으로 그 장비들과 필라라고 불린 끝이 연철로 된 투척용 창들로 무장했다. 필라는 마니풀루스의 가장 앞선 쪽만이 아니라 독립적인 원거리 부대로서 사용됨으로써 하스타투스들의 효율성을 배가했다. 시간이 흘러 하스타티들은 단순히 가난한 자들보다는 젊은이들로 구성되었으며, 그럼에도 그들 나이의 대부분은 상대적으로 가난했다. 이들의 사용 위치는 전장의 첫 번째 전열이였다. 그들은 경보병들의 지원을 받아 5엽 배열 진형에서 교전했다. 적군에게 하스타티들로 구성된 첫 번째 전선의 돌파를 허용당하면, 이들은 조금 더 단련되고 노련한 병사들인 프린키페스들과 교전하게 된다. 하스타티들은 기원전 107년 마리우스의 군제개혁 이후 마침내 해체되었다.

## 역사와 사용

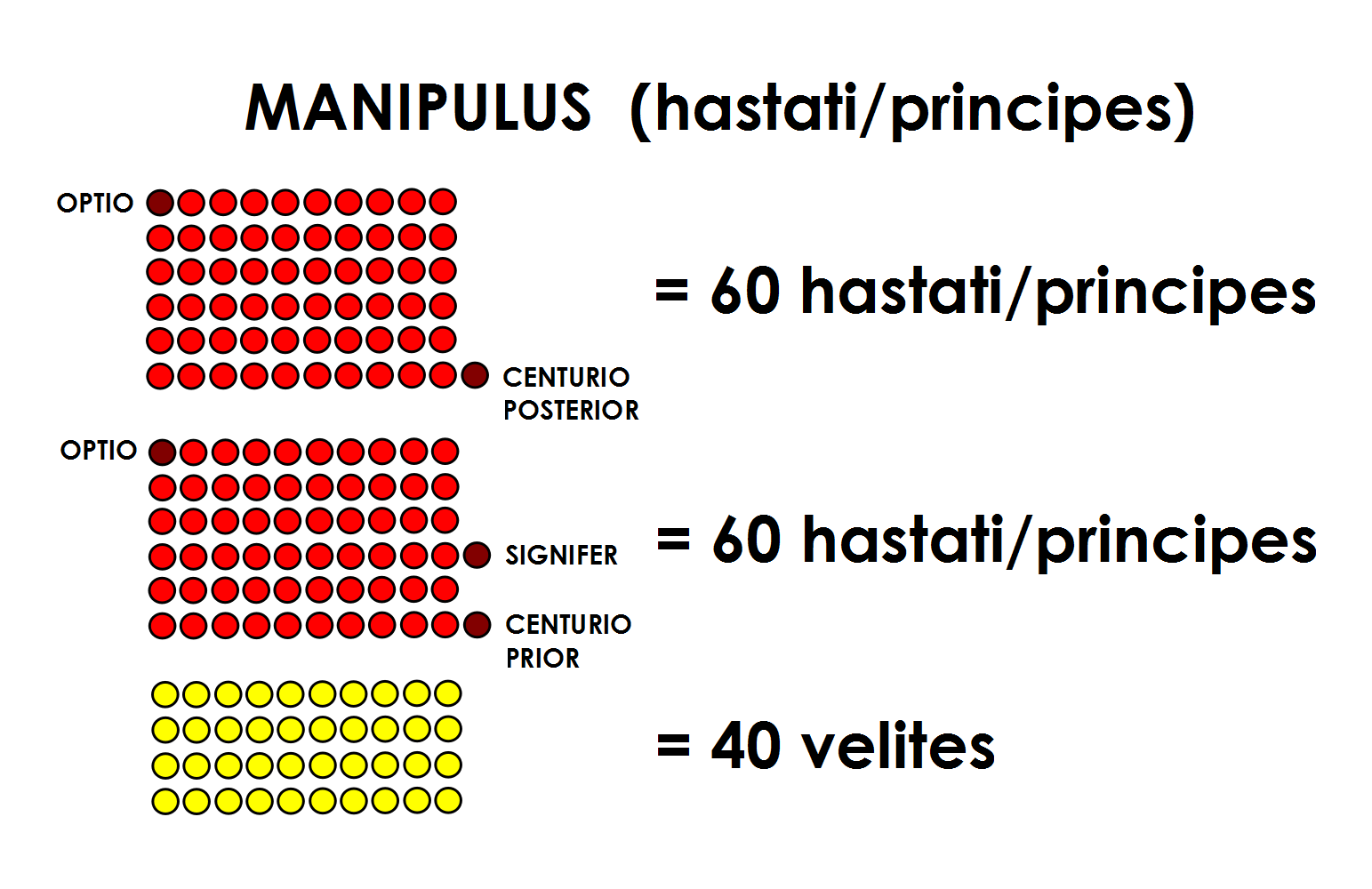
하스타티의 위치와 정렬

하스타티는 마르쿠스 푸리우스 카밀루스에 의해 개혁이 이뤄진 에트루리아 왕의 통치 시절 군대의 옛 제3계층의 잔여물에서 등장했다. 제3계급은 매우 커다란 팔랑크스의 뒤쪽 열에 속했고, 비록 이들이 자주 직접 교전하기 보다는 고위 계층에 탄환 및 화살등을 지원해주는 일이나 맡고는 했지만 하스타티에 유사한 방식의 장비를 갖췄다. 펜로즈와 소던은 삼니움인들과의 교전과 갈리아군 지휘관 브렌누스에 의한 괴멸등, 둘 다 로마인들의 소수의 거대한 부대 단위보다는 작지만 다수의 부대 단위를 사용한 것이 로마인들에게 유연성의 중요성과 이탈리아 중부의 거칠고 언덕이 많은 지형에서 팔랑크스의 부적절함을 가르쳐주었을 것이라 추측한다.

### 카밀루스 체계
기원전 4세기에 로마의 군사 체계는 에트루리아인들이 여전히 사용하던 유산을 물려받았다. 이것에 대한 효율성은 의심스러웠고, 로마의 다수의 토착 상대들과 맞서면서 증명이 되었다. 기원전 390년에 갈리아가 에트루리아를 침략하자, 에트루리아의 거주민들은 로마에 도움을 요청했다. 갈리아 침략자들을 몰아내기 위해 보내진 소규모의 로마 파견군은 로마에 대한 대규모 침략을 유발했다. 로마군 전체가 알리아 전투에서 궤멸적인 패배를 당하며 전멸당했는데 이것이 마르쿠스 푸리우스 카밀루스에 의한 군사 개혁을 자극시켰다. 새로운 체계 하에서 로마인들은 재산을 기준으로 한 계층으로 분류되었는데, 하스타티들은 자신들보다 조금 더 가난한 로라리이와 조금 더 부유한 프린키페스와 함께 세 번째로 가난한 자들이였다. 하스타티들은 1.8m 길이의 짧은 창 또는 그들의 명칭이 유래한 하스타이를 장비했다. 그들은 5엽 배열 진형에서 싸웠으며, 보통은 넓은 직사각형 방패 스쿠타를 들고 다니고 신장을 높이기 위해 끝에 얼마간에 깃털들을 고정시킨 청동 투구를 썼다. 그들은 가벼운 무장을 했는데, 대개는 “심장 보호대”라 불린 작은 브레스플레이트였다.
카밀루스 체계의 군단에서 900명의 하스타티들은 하나당 60명으로 이뤄진 부대 단위인 15개의 마니풀루스를 형성했다. 각각의 마니풀루스에는 재블린으로 무장한 경무장 보병인 레베스 20명이 소속되었다. 하스타티들은 두 번째 전열인 프린키페스와 세 번째 전열 트리아리이의 앞인 첫 번째 전열에 있었다. 회전에서 레베스가 군단의 앞에 대열을 이루어 하스타티의 진군을 그들의 재블린을 사용하여 적들을 괴롭히며 엄호했다. 하스타티들이 교전중에 적을 무너트리는데 실패하면, 그들은 물러나 강한 프린키페스들에게 맡긴다. 프린키페스가 적을 무너트리지 못 한다면, 그들은 창병들인 트리아리이의 뒤로 물러나 차례로 적들과 교전하였다. 기병인 에퀴테스들은 측면 방위 용도와 후퇴하는 적군을 추적하는데 사용됐다. 마지막 전열에 있는 로라리이와 아켄시는 가장 덜 믿음직스러운 부대이며, 머릿 수를 늘리고 흔들리는 전열을 강화등의 보조적인 역할에 사용됐다.

### 폴리비우스 체계
기원전 3세기의 포에니 전쟁 시기에 카밀루스의 조직 체계가 비효율적임이 되어가는 것이 밝혀졌다. 새로운 폴리비우스 체계에서 보병들은 재산보다는 나이와 경험에 따라 계층이 분류되었고, 하스타티들은 가장 어리고 경험이 적은 이들이 되었다. 그들의 장비와 역할은 창을 대신해 검 또는 글라디이를 들고다니는것을 제외하면 이전의 체계에서 존재했던 것과 매우 유사했다. 각 하스타투스들은 무거운 재블린 필라 두 개를 휴대했는데, 골즈워티에 따르면 “깊숙히 박힌다는 신화에 반하여” 방패에 박혀 쓸모없게하거나 다시 아군에게 던져지는걸 방지하는등 충돌시에 구부러지지 않았다. 필라의 무게와 갈고리만으로 방패를 관통하여 충분히 방해를 주었고 (자주 방패 뒤에 있는 병사를 공격하기 위해 방패를 관통했다), 필라의 강철도 충분히 단단하여, 보병과 기병 모두에 맞서 한손 창 용도로 자주 사용됐다. 필라의 일제 사격이 적들의 전열에 도달하면 (일반적으로 가장 잘 나갈때가 약 13m (15 야드) 밖에 지나지 않았다), 군단병들은 그들의 검을 갖고 빠르게 달려들었다. 무엇이 맞던지 꺼내어 다시 던지는등의 필룸을 적들이 다시 쓰는 경우는 드물었다.
하스타티는 군단 당 1,200명으로 증가되었고, 각 120명으로 된 10개의 마니풀루스가 만들어졌다. 로라리이와 아켄시는 해산되었다. 레베스는 유사한 역할을 가진 벨리테스로 대체되었고 프린키페스와 트리아리이에 배속되었다. 회전은 비슷한 방식으로 이뤄졌다. 벨리테스가 앞쪽에 모여 하스타티의 전진을 지원하기 위해 재블린을 던졌다. 하스타티가 적을 무너트리는데 실패하면, 이들은 그들과 마찬가지로 검으로 재무장한 프린키페스에게 물러났다. 프린키페스가 적들을 무너트리는데 실패하면, 이들은 그때 적들과 교전하는 트리아리이의 배후로 물러난다.
이 교전 순서는 바스그라데스 전투, 자마 전투 같은 특이한 일부 경우를 제외하면 거의 대부분은 이뤄졌다. 바스그라데스 전투에서 로마의 장군 스키피오는 평범한 방식으로 그의 병사들을 구성했지만, 하스타티가 적들과 교전을 시작하자, 프린키페스와 트리아리이들을 적 카르카고군에 보내 측면 병력으로 사용했다.
자마 전투에선 스키피오는 그의 병력들을 서로 사이가 넓은 틈을 가진 열로 배열시켰다. 카르타고 전투코끼리들을 이 틈으로 끌어들여 로마군에 많은 사상자를 입히지 못 하고 벨리테스에게 많은 이들이 사망했다. 살아남은 코끼리들이 달아나자, 스키피오는 카르타고 보병대와 교전에 대비하여 가운데에 프린키페스와 트리아리이로 된 긴 전열과 측면에는 하스타티를 배치하였다.

### 마리우스 군제개혁
기원전 107년 가이우스 마리우스의 공식적인 군사 개혁으로, 아프리카의 유구르타와 북방의 게르만 부족들과 맞선 전쟁에서의 인력 부족에 대처하여, 다른 계층의 부대는 완전히 해체되었다. 재산과 나이 요구사항들은 폐지되었다. 대신에 병사들은 도시에서 활동하기 보다는 직업 군인으로서 군단에 입대하는 것으로 정해졌고, 같은 상태로 구입된 장비를 갖춘 중보병으로서 모두 무장되었다. 지방의 비정규 병력 보조군들은 궁병, 척후병, 기병 등의 다른 역할을 수행했다.

## 같이 보기
- 로마 군사의 구조 역사
- 로마 보병 전술
- 로마군 부대 목록